# Сурисан (станция метро)
«Сурисан» (кор. 수리산역) — наземная (закрытая) станция Сеульского метро на ветке Ансан Четвёртой линии; это одна из четырёх станций на данной линии на территории Кунпхо (всего 6). Она представлена двумя боковыми платформами. Станция обслуживается корпорацией железных дорог Кореи (Korail). Расположена в квартале Сури-дон (адресː 1155-5 Suri-dong) в городе Кунпхо (провинция Кёнгидо, Республика Корея). На станции установлены платформенные раздвижные двери.
Пассажиропоток — 4 847 чел/день (на 2013 год).
Станция была открыта 18 июля 2003 года. Введена в эксплуатацию на уже действующем участке Кымджон—Чунан между станциями Санбон (444) и Дэями (446), открытом 25 октября 1988 года.
Это одна из 14 станций ветки Ансан (Ansan Line) Четвёртой линии, которая включает такие станцииː Кымджон (443), Санбон, Сурисан, Дэями, Банвол, Санноксу, Университет Ханян в Ансане, Чунан, Коджан, Чходжи, Ансан, Синилончхон, Чонван, Оидо (456). Длина линии — 26 км.